# Kreis Aschersleben (Provinz Sachsen)
| Basisdaten                    | Basisdaten           |
| ----------------------------- | -------------------- |
| Preußische Provinz            | Provinz Sachsen      |
| Regierungsbezirk              | Magdeburg            |
| Verwaltungssitz               | Quedlinburg          |
| Fläche                        | 455 km² (1900)       |
| Einwohner                     | 92.069 (1900)        |
| Bevölkerungsdichte            | 202 Einw./km² (1900) |
| Gemeinden                     | 26 (1900)            |
| Lage des Kreises Aschersleben |                      |
|                               |                      |

Der Kreis Aschersleben (Ausspracheⓘ) war von 1816 bis 1901 ein Landkreis in der preußischen Provinz Sachsen. Der Kreissitz war in Quedlinburg. Das ehemalige Kreisgebiet liegt heute im Salzlandkreis und im Landkreis Harz in Sachsen-Anhalt.

## Geschichte
Der Kreis Aschersleben wurde 1816 im preußischen Regierungsbezirk Magdeburg in der Provinz Sachsen gebildet. 1901 wurde die Stadt Aschersleben kreisfrei und schied somit aus dem Kreis aus. Das verbleibende Kreisgebiet bildete den Kreis Quedlinburg, der in dieser Form bis 1952 Bestand hatte.

## Einwohnerentwicklung
| Jahr | Einwohner | Quelle |
| ---- | --------- | ------ |
| 1816 | 36.283    | [ 2 ]  |
| 1843 | 44.744    | [ 3 ]  |
| 1871 | 62.610    | [ 4 ]  |
| 1890 | 80.752    | [ 5 ]  |
| 1900 | 92.069    | [ 5 ]  |

Gemeinden mit mehr als 2.000 Einwohnern (Stand 1900):
| Gemeinde           | Einwohner |
| ------------------ | --------- |
| Aschersleben       | 28.964    |
| Ditfurt            | 2.332     |
| Gatersleben        | 2.354     |
| Hedersleben        | 2.229     |
| Neinstedt          | 2.543     |
| Preußisch Börnecke | 2.990     |
| Quedlinburg        | 27.233    |
| Thale              | 13.255    |
| Westerhausen       | 2.403     |

## Landräte
- 1816–182300Gotthelf Schmaling
- 1823–186400Carl Weyhe
- 1864–190100Otto Stielow

## Städte und Gemeinden
Der Kreis Aschersleben umfasste 1900 drei Städte sowie 23 weitere Gemeinden:
| - Aschersleben, Stadt - Cochstedt, Stadt - Ditfurt - Friedrichsaue - Friedrichsbrunn - Gatersleben - Groß Schierstedt - Hausneindorf - Hedersleben - Königsaue - Nachterstedt - Neinstedt - Preußisch Börnecke | - Quedlinburg, Stadt - Schadeleben - Schneidlingen - Stecklenberg - Suderode - Thale - Warnstedt - Weddersleben - Wedderstedt - Westdorf - Westerhausen - Wilsleben - Winningen |